# Derarimus fulgens
Derarimus fulgens es una especie de coleóptero de la familia Anthicidae.

## Distribución geográfica
Habita en Borneo.